# Sainte-Soline
Sainte-Soline település Franciaországban, Deux-Sèvres megyében. Lakosainak száma 345 fő (2022. január 1.). Sainte-Soline Clussais-la-Pommeraie, Lezay, Messé, Rom, Saint-Coutant, Vançais, Vanzay és Sauzé-entre-Bois községekkel határos.

## Népesség
A település népessége az elmúlt években az alábbi módon változott:
| Lakosok száma | 344  | 359  | 372  | 358  | 355  | 353  | 350  | 349  | 345  |
|               | 2013 | 2015 | 2016 | 2017 | 2018 | 2019 | 2020 | 2021 | 2022 |